# 苏共布尔什维克纲领
苏共布尔什维克纲领（俄语：Большевистская платформа в КПСС）是活动于俄罗斯及其他后苏联国家的一个共产主义政治组织。
该组织成立于1991年7月13日，前身是成立于1988年的苏联共产党内部的左翼反对派组织“团结—为了列宁主义和共产主义理想”，这两个组织的创始人均是尼娜·安德烈耶娃。1991年八一九政变失败后，该组织致力于创建一个新的共产主义政党。1991年，尼娜·安德烈耶娃和安德烈·拉宾创建全联盟共产党布尔什维克，塞尔焦·古巴诺夫创建工农社会党。该组织中由塔季扬娜·卡巴罗娃领导的少数派拒绝承认苏共已经灭亡，继续以“苏共布尔什维克纲领”的名义活动。
该组织的意识形态是共产主义、马克思列宁主义、斯大林主义。该组织的政治立场是极左翼。该组织的领袖是塔季扬娜·卡巴罗娃。该组织出版刊物《火炬》。该组织曾参加1993年成立的共产党联盟—苏联共产党，后因日益增长的分歧而于1995年退出。